# Грачёва, Ариадна Михайловна
Ариадна Михайловна Грачёва (17 апреля 1934, Астрахань — 18 июня 2021) — советская и российская оперная певица Новосибирского театра оперы и балета, сопрано, преподаватель. Заслуженная артистка РСФСР (1969).

## Биография
Родилась 17 апреля 1934 года в Астрахани.
В 1955—1959 годах училась в Московской государственной консерватории у профессора М. М. Мирзоевой (специальность «Оперная и концертная певица»).
С 1959 по 1985 год — солистка Новосибирского театра оперы и балета. В 1960 и 1967 годах вместе с труппой была с гастролями в Москве.
Одновременно с работой в театре выступала в Новосибирской филармонии, также трудилась в Новосибирском оркестре русских народных инструментов и академическом симфоническом оркестре города. Сделала запись альбома на фирме «Мелодия».
Работала над фондовыми записями на Новосибирском радио.
В 2000-х годах — преподаватель Новосибирской консерватории, в 1999—2015 — репетитор вокала в Музыкально-литературном лектории Новосибирской филармонии.
Умерла 18 июня 2021 года. Похоронена на Заельцовском кладбище возле могилы её мужа Владимира Николаевича Иванова (1928—1996), заслуженного работника культуры РСФСР.

## Некоторые партии
- «Севильский цирюльник» Дж. Россини — Розина;
- «Риголетто» Дж. Верди — Джильда;
- «Руслан и Людмила» М. Глинки — Людмила;
- «Искатели жемчуга» Ж. Бизе — Лейла;
- «Травиата» Дж. Верди — Виолетта;
- «Три толстяка» В. Рубина — Суок;
- «Иван Сусанин» М. Глинки — Антонида;
- «Алкина песня» Г. Иванова — Алка Уралова (в 1967 году стала первой исполнительницей);
- «Снегурочка» Н. Римского-Корсакова — Снегурочка;
- «Лакме» Л. Делиба — Лакме;
- «Любовный напиток» Г. Доницетти — Адина;
- «Дон Жуан» В. Моцарта — Церлина;
- «Пиковая дама» П. Чайковского — Прилепа[1].